# Període d'entreguerres

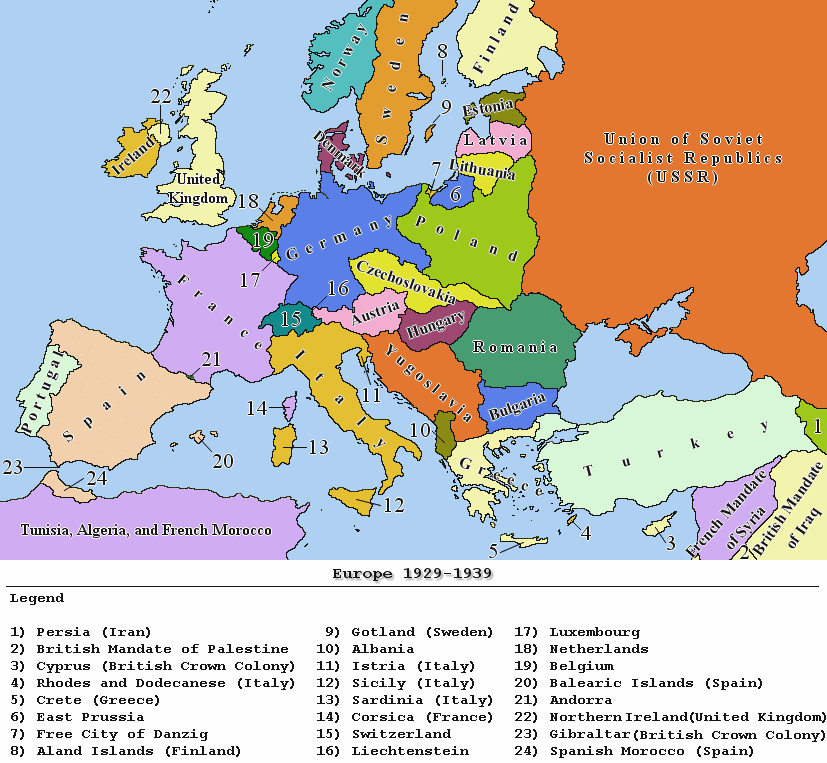
Europa política en el període d'entreguerres

El període d'entreguerres (1918-1939) cobreix els anys transcorreguts entre la Primera Guerra Mundial i la Segona Guerra Mundial, especialment en el context d'Europa o la cultura occidental.
Es tracta de dues dècades marcades pel canvi radical en la relació de forces internacional; la consolidació de la Unió Soviètica; el desenvolupament del moviment comunista internacional entorn de la III Internacional; l'eclosió del feixisme i l'establiment de règims d'aquest signe, com el feixisme a Itàlia i el nazisme a Alemanya; la crisi correlativa de la democràcia burgesa; els avenços tecnològics; i el gran contrast entre un gran desenvolupament del capitalisme als anys 20, coneguts com els feliços anys vint, i una de les crisis més grans de la història mundial recent als anys 30, la Gran Depressió.
Durant aquests vint-i-un anys, es produeixen nombrosos conflictes internacionals, i el fràgil equilibri de forces organitzat per la Societat de Nacions és qüestionat molt sovint. La invasió japonesa de Manxúria (1931), la Segona Guerra italianoetíop (1935-1936) i la Guerra Civil espanyola (1936-1939) foren alguns dels esdeveniments que marcaren l'època. L'hegemonia mundial del Regne Unit i el seu extens Imperi britànic comença a trobar un rival de pes en els Estats Units d'Amèrica, alhora que altres potències industrials i econòmiques incrementen la presència internacional, com és el cas d'Alemanya i del Japó. Al Tercer Món sorgeixen moviments anticolonialistes de tipus modern.
Ideològicament fou una època turbulenta, i molt sovint violenta, marcada per l'aparició de grups paramilitars lligats a partits polítics. Pel que fa als moviments obrers, a partits d'esquerres i de dretes, i als governs de força estats capitalistes, la presència efectiva de la Unió Soviètica tingué el rol doble d'utopia i amenaça. Durant els anys vint, Vladímir Lenin llançà la nova política econòmica a l'URSS, mentre que els anys trenta van veure l'arribada de la dictadura de Stalin. Molts dels règims europeus varen estar marcats per crisis internes, inseguretat econòmica, problemes exteriors i fortes tensions revolucionàries: és el cas de la Segona República Espanyola i la República de Weimar (Alemanya).
Es produeixen grans avenços científics en camps com la biologia. En la filosofia i el pensament, es desenvolupen el marxisme, el neopositivisme i, també, escoles irracionalistes d'extrema dreta.
En la literatura i les belles arts fou un període enormement fecund, marcat per les avantguardes clàssiques com el surrealisme, l'expressionisme, la Bauhaus, etc., així com, sovint, pel compromís polític explícit dels intel·lectuals. El cinema mut crea grans obres mestres i dona pas al cinema sonor.
L'estil art déco dona el to unitari a l'època i relliga l'alta cultura amb la vida quotidiana. Es produeix la revolució indumentària femenina, que trenca radicalment amb els usos tradicionals i posa la base de la línia actual. L'anada a la platja es democratitza, els banyadors esdevenen pràctics (i atractius) i es posa de moda la morenor d'estiu. El cinema és el gran passatemps popular; es desenvolupa la cinematografia de consum en multitud d'escoles nacionals, mentre els astres de Hollywood ja són presents pertot. Es desenvolupa la ràdio, de difusió massiva. El disc esdevé una indústria potent. El jazz fa furor arreu, i la ràdio i el disc divulguen nous gèneres de música melòdica i de ball. El cabaret, les revistes il·lustrades i la novel·la de gènere viuen una edat d'or. Es consolida la historieta.
El període es tanca amb l'inici de la Segona Guerra mundial l'any 1939.